# Sound of White Noise
Sound of White Noise é o sexto álbum de estúdio da banda Anthrax, lançado em  25 de maio de 1993[carece de fontes?] pela nova gravadora da banda, a Elektra Records. Ccontou com a produção do grupo e de Dave Jerden, que já havia trabalhado com artistas grunges, como Alice in Chains. 
É o primeiro álbum após a saída do vocalista Joey Belladonna e o primeiro sem a formação clássica da banda. 
Também é o primeiro disco do grupo a contar com o vocalista John Bush, ex-músico do Armored Saint, e o último com o guitarrista Dan Spitz. 

## História
Considerado um dos grandes álbuns dos anos 1990,[carece de fontes?] o álbum inclui os singles "Only", "Black Lodge", "Room For One More"  e "Hy Pro Glo" e chegou ao sétimo lugar da Billboard, ganhando disco de ouro.
O disco marca uma mudança sonora, com um álbum mais lento que os anteriores, embora com o mesmo peso dos anteriores.

## Faixas
Todas as faixas por Frank Bello, Charlie Benante, John Bush e Scott Ian, exceto onde anotado.
1. "Potter's Field" – 5:00
2. "Only" – 4:56
3. "Room for One More" – 4:54
4. "Packaged Rebellion" – 6:18
5. "Hy Pro Glo" – 4:30
6. "Invisible" – 6:09
7. "1000 Points of Hate" – 5:00
8. "Black Lodge" (Badalamenti, Bello, Benante, Bush, Ian) – 5:22
9. "C11H17N2O2S Na" – 4:24
10. "Burst" – 3:35
11. "This is Not an Exit" – 6:49

## Detalhes das gravações
A música "Poison my Eyes", gravada durante a sessão do álbum, foi incluída na trilha sonora do filme O Último Grande Herói, estrelado por Arnold Schwarzenegger. 
Uma versão remasterizada lançada em 2001, contém as bônus "Auf Wiedersehen" de Cheap Trick, "Cowboy Song" de Thin Lizzy, "London" de The Smiths e "Black Lodge" de Strings Mix.

## Integrantes
- John Bush - Vocal
- Scott Ian - Guitarra
- Dan Spitz - Guitarra
- Frank Bello - Baixo
- Charlie Benante - Bateria